# Albert Parlow

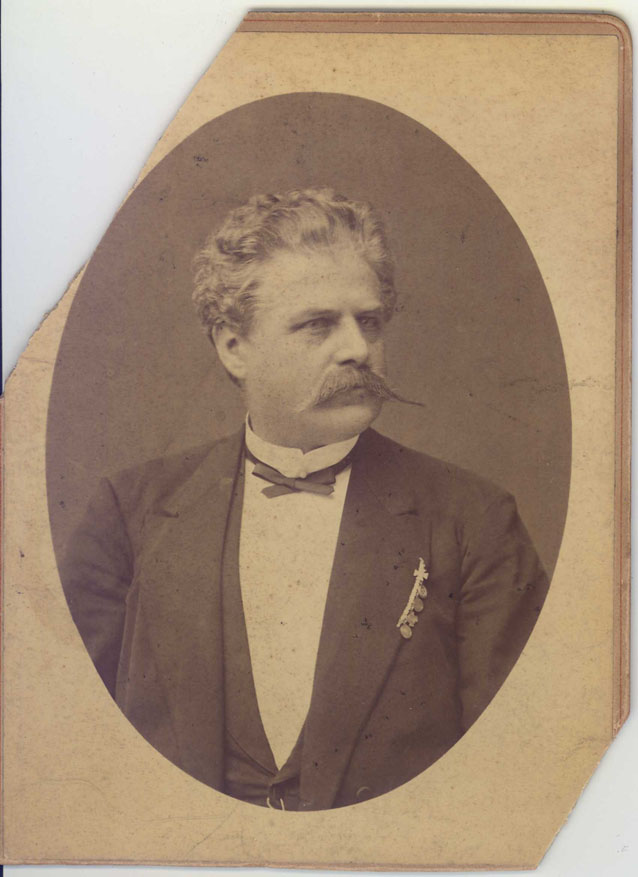
Albert Parlow

Albert Parlow (* 1. Januar 1824 in Torgelow, Vorpommern; † 27. Juni 1888 in Wiesbaden) war ein deutscher Komponist und bis 1880 Musikdirektor der Preußischen Armee.

## Leben
Als Militärmusiker komponierte Parlow einige Marinemärsche. Die beliebte Amboss-Polka entstand dabei eher aus Zufall.
Der Berliner Komponist wurde 1852 als erster deutscher Marinemusikmeister beauftragt, in Stettin das erste deutsche Marinemusikkorps aufzustellen. Seine Marschkomposition Mit vollen Segeln ist als erster deutscher Marinemarsch aktenkundig geworden. Im Mai 1864 erhielt Parlow beim Militärkapellen-Wettbewerb in Lyon den Ersten Preis vor Mitbewerbern aus Großbritannien, Frankreich, Italien, Österreich, Russland und Spanien. Als Ehrenpreisträger europäischer Militärmusik wurde er von Kaiser Napoleon III. hoch dekoriert.
Parlow war seit 1854 Militärkapellmeister des Füsilier-Regiment Königin Viktoria von Schweden (Pommersches) Nr. 34 in Mainz. Nachdem das Regiment 1859 nach Rastatt verlegt worden war, konzertierte es häufig in Baden-Baden. Parlow erregte das Interesse von Johannes Brahms, der ihm die Instrumentation seiner Ungarischen Tänze Nr. 5, 6 und 11–16 übertrug. Den 6. Tanz transponierte Parlow um einen Halbton höher, von Des-Dur nach D-Dur.
Parlow war bis 1880 Musikdirektor der Preußischen Armee. Anschließend ging er nach Königsberg, wo er die Leitung des Musikkorps des Infanterie-Regiments Nr. 43 übernahm. 1883 wurde Albert Krantz sein Nachfolger.
In Hamburg leitete Parlow 1883 ein Sinfonieorchester. Zuletzt war er ab 1886 Orchesterdirigent in Wiesbaden. Sein Schwiegersohn Arthur Michaelis war dort Direktor des Konservatoriums.
Parlow war Großvater von Melanie Michaelis, Urgroßvater von Giselher Klebe und Vater von Ernst Parlow, dem Schwager von Gustav Havemann.

## Amboss-Polka
Zu den populärsten Werken Albert Parlows gehört die 1864 geschriebene, eher aus Zufall entstandene Ambosspolka. 
Die ersten Takte der Amboss-Polka: